# Оборона Волоколамська (1612)
56°02′00″ пн. ш. 35°57′00″ сх. д. / 56.033333333° пн. ш. 35.95° сх. д.
Оборона Волоколамська — оборона московітським гарнізонах Волоколамська від польських військ короля Сигізмунда III в грудні 1612 року.
Перед польським загоном чисельністю близько 5 тисяч осіб стояла мета взяти Москву, звільнену в жовтні того ж року ополченням Мініна та Пожарського від польського гарнізону. На шляху до Москви в грудні 1612 він приступив до облоги міста.
Обложені відмовилися здатися і відбили три напади. Тоді ж поразки від московітів під Москвою зазнав польський загін А. Жолкевського. Поразка під Москвою та невдала облога Волоколамська послужили причиною відходу війська Сигізмунда в Польщу.